# مسترجع

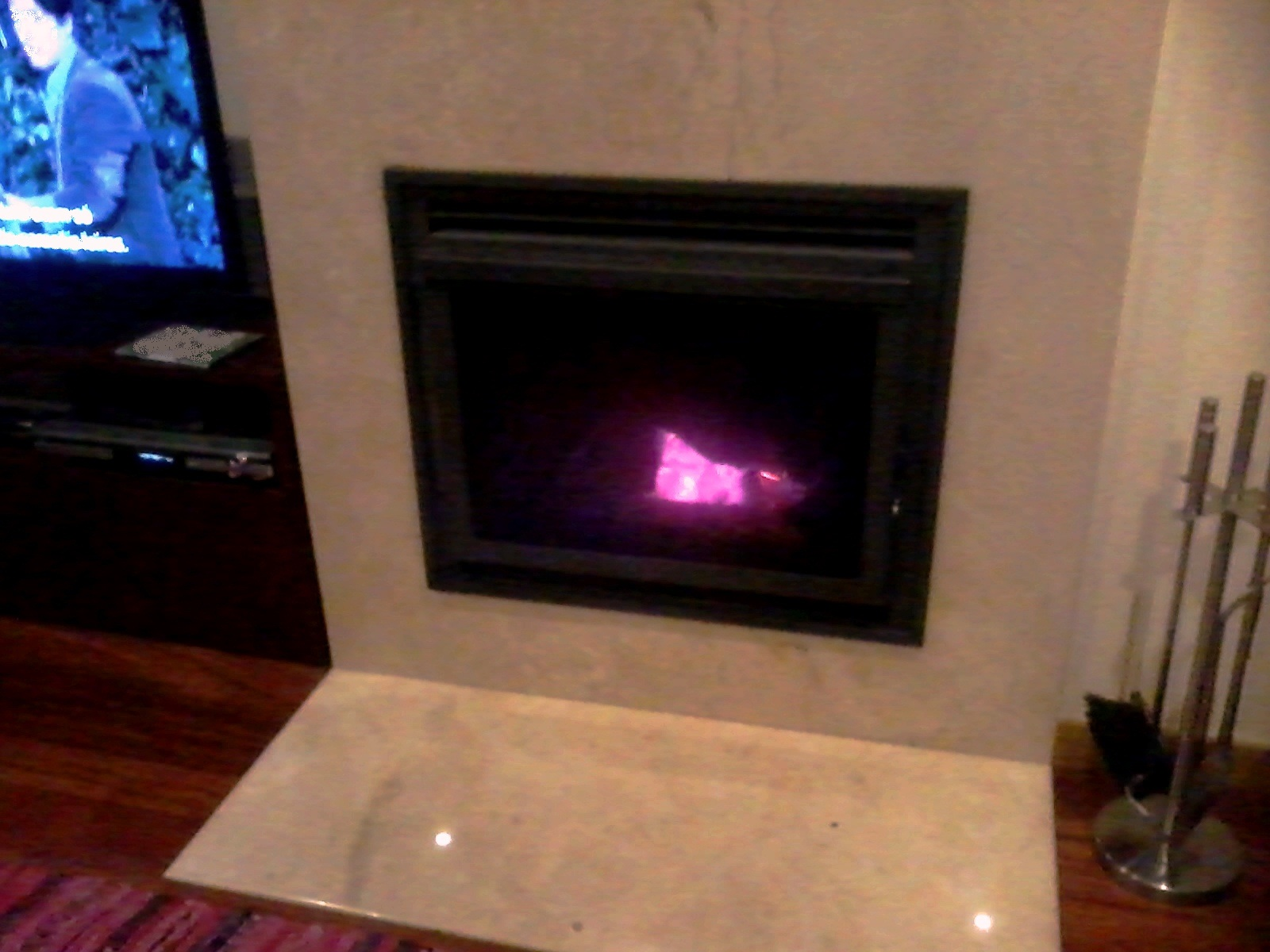

المسترجع مبادل حراري يقوم على استرجاع الحرارة المستنفذة من نهاية عملية أي نقلها إلى تيار آخر داخل إلى بداية العملية، مثلا لزيادة كفاءة دورة حرارية.